# Saumos
Saumos – miejscowość i gmina we Francji, w regionie Nowa Akwitania, w departamencie Żyronda.
Według danych na rok 1990 gminę zamieszkiwało 346 osób, a gęstość zaludnienia wynosiła 6 osób/km² (wśród 2290 gmin Akwitanii Saumos plasuje się na 839. miejscu pod względem liczby ludności, natomiast pod względem powierzchni na miejscu 99.).